# Уран-235

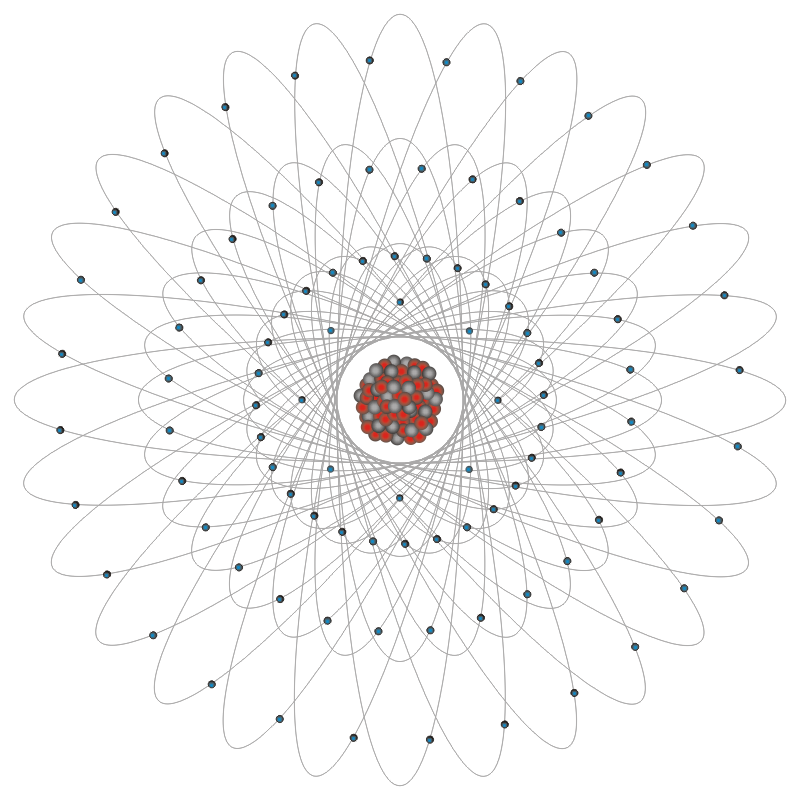
Діаграма атома U-235 із 92 протонами, 143 нейтронами та 92 електронами.

Уран 235 (лат. Uranium-235, 235U), історична назва актиноура́н (лат. Actin Uranium, позначається символом AcU) — ізотоп урану з масовим числом 235. Ізотопна поширеність урану-235 в природі складає 0,7200(51) %. Є родоначальником радіоактивного сімейства 4n+3, який називається рядом актинію. Відкритий у 1935 році Артуром Джефрі Демпстером (англ. Arthur Jeffrey Dempster).
На відміну від іншого, найбільш поширеного ізотопа урану 238U, в 235U можлива самопідтримувана ланцюгова ядерна реакція. Тому цей ізотоп використовується як паливо в ядерних реакторах, а також в ядерній зброї. Це єдиний розщеплювальний ізотоп, що присутній в природі у невеликій кількості.
Активність одного грама цього нукліда становить приблизно 80 кБк.

## Утворення і розпад
Уран-235 утворюється в результаті наступних розпадів:
- β−-розпад нукліда 235Pa (період напіврозпаду складає 24,44(11)[1] хв):

{\displaystyle \mathrm {^{235}_{\ 91}Pa} \rightarrow \mathrm {^{235}_{\ 92}U} +e^{-}+{\bar {\nu }}_{e};}
- K-захват, здійснюваний нуклідом 235Np (період напіврозпаду складає 396,1(12)[1] днів):

{\displaystyle \mathrm {^{235}_{\ 93}Np} +e^{-}\rightarrow \mathrm {^{235}_{\ 92}U} +{\bar {\nu }}_{e};}
- α-розпад нукліда 239Pu (період напіврозпаду складає 2,411(3)× 104[1] років):

{\displaystyle \mathrm {^{239}_{\ 94}Pu} \rightarrow \mathrm {^{235}_{\ 92}U} +\mathrm {^{4}_{2}He} .}
Розпад урану-235 відбувається за наступними напрямками:
- α-розпад в 231Th (ймовірність 100 %[1], енергія розпаду 4 678,3(7) кеВ[2]):

{\displaystyle \mathrm {^{235}_{\ 92}U} \rightarrow \mathrm {^{231}_{\ 90}Th} +\mathrm {^{4}_{2}He} ;}
- Спонтанний поділ (ймовірність 7(2)× 10−9 %)[1];
- Кластерний розпад з утворенням нуклідів 20Ne, 25Ne і 28Mg (ймовірності відповідно складають 8(4)× 10−10 %, 8× 10−10 %, 8× 10−10 %)[1]:

{\displaystyle \mathrm {^{235}_{\ 92}U} \rightarrow \mathrm {^{215}_{\ 82}Pb} +\mathrm {^{20}_{10}Ne} ;}
{\displaystyle \mathrm {^{235}_{\ 92}U} \rightarrow \mathrm {^{210}_{\ 82}Pb} +\mathrm {^{25}_{10}Ne} ;}
{\displaystyle \mathrm {^{235}_{\ 92}U} \rightarrow \mathrm {^{207}_{\ 80}Hg} +\mathrm {^{28}_{12}Mg} .}

## Вимушений поділ

Один з варіантів вимушеного поділу урану-235 після поглинання нейтрона (схема)

На початку 1930-х рр. Енріко Фермі проводив опромінення урану нейтронами, намагаючись отримати таким способом трансуранові елементи. Але в 1939 р. О. Ган і Ф. Штрасман змогли показати, що при поглинанні нейтрона ядром урану відбувається вимушена реакція поділу. Як правило, ядро ділиться на два уламки, при цьому вивільняється 2-3 нейтрона (див. схему).
В продуктах поділу урану-235 було виявлено близько 300 ізотопів різних елементів: від Z=30 (цинк) до Z=64 (гадоліній). Крива залежності відносного виходу ізотопів, що утворюються при опроміненні урану-235 повільними нейтронами, від масового числа — симетрична і за формою нагадує букву «M». Два виражених максимуми цієї кривої відповідають масовим числам 95 і 134, а мінімум припадає на діапазон масових чисел від 110 до 125. Таким чином, поділ урану на осколки рівної маси (з масовими числами 115-119) відбувається з меншою ймовірністю, ніж асиметричний поділ, така тенденція спостерігається у всіх ізотопів, що діляться, і не пов'язана з якими-небудь індивідуальними властивостями ядер або частинок, а властива самому механізму поділу ядра. Однак асиметрія зменшується при збільшенні енергії збудження ядра, яке ділиться, і при енергії нейтрона понад 100 МеВ розподіл осколків поділу за масами має один максимум, що відповідає симетричному поділу ядра.
Осколки, що утворюються при поділі ядра урану, в свою чергу є радіоактивними, і зазнають ряду β−-розпадів, при яких поступово протягом тривалого часу виділяється додаткова енергія. Середня енергія, яка виділяється при розпаді одного ядра урану-235 з врахуванням розпадів осколків, становить приблизно 202,5 МеВ = 3,244× 10−11 Дж, або 19,54 ТДж/моль = 83,14 ТДж/кг.
Поділ ядер — лише один з багатьох процесів, можливих при взаємодії нейтронів з ядрами, саме він лежить в основі роботи будь-якого ядерного реактора.

## Ланцюгова ядерна реакція
При розпаді одного ядра 235U зазвичай випускається від 1 до 8 (в середньому — 2.5) вільних нейтронів. Кожен нейтрон, що утворився при розпаді ядра 235U, за умови взаємодії з іншим ядром 235U, може викликати новий акт розпаду, це явище називається ланцюговою реакцією поділу ядра.
Гіпотетично, кількість нейтронів другого покоління (після другого етапу розпаду ядер) може перевищувати 3² = 9. З кожним наступним етапом реакції поділу кількість утворених нейтронів може наростати лавиноподібно. В реальних умовах вільні нейтрони можуть не породжувати новий акт поділу, покидаючи зразок до захоплення 235U, або будучи захопленими як самим ізотопом 235U з перетворенням його в 236U, так і іншими матеріалами (наприклад, 238U, або утвореними уламками поділу ядер, такими як 149Sm або 135Xe).
Якщо в середньому кожен акт поділу породжує ще один новий акт поділу, то реакція стає самопідтримуваною; цей стан називається критичним (див. також Коефіцієнт розмноження нейтронів). 
В реальних умовах досягти критичного стану урану не так просто, оскільки на протікання реакції впливає ряд факторів. Наприклад, природний уран лише на 0,72 % складається з 235U, 99,2745 % складає 238U, який поглинає нейтрони, що утворюються при поділі ядер 235U. Це призводить до того, що в природному урані в даний час ланцюгова реакція поділу дуже швидко затухає.
Здійснити незатухаючу ланцюгову реакцію поділу можна декількома основними шляхами:
- Збільшити об'єм зразка (для виділеного з руди урану можливе досягнення критичної маси за рахунок збільшення об'єму);
- Здійснити розділення ізотопів, підвищуючи концентрацію 235U у зразку;
- Зменшити втрату вільних нейтронів через поверхню взірця з допомогою застосування різних відбивачів;
- Використовувати речовину — сповільнювач нейтронів для підвищення концентрації теплових нейтронів.

## Ізомери
Відомий єдиний ізомер 235Um з наступними характеристиками:
- Надлишок маси: 40 920,6(1,8) кеВ
- Енергія збудження: 76,5(4) еВ
- Період напіврозпаду: 26 хв
- Спін і парність ядра: 1/2+

Розпад ізомерного стану здійснюється шляхом ізомерного переходу в основний стан.

## Застосування
- Уран-235 використовується як паливо для ядерних реакторів, в яких здійснюється керована ланцюгова ядерна реакція поділу;
- Уран з високим ступенем збагачення застосовується для створення ядерної зброї. В цьому випадку для вивільнення великої кількості енергії (вибуху) використовується некерована ланцюгова ядерна реакція.